# Fred Lynn
Fredric Michael Lynn (nascido em 3 de fevereiro de 1952) é um ex-jogador profissional de beisebol que atuou na Major League Baseball (MLB) de 1974 até 1990 como campista central pelas equipes do Boston Red Sox, California Angels, Baltimore Orioles, Detroit Tigers e San Diego Padres. Lynn é melhor conhecido por ter sido o primeiro jogador da MLB a receber o prêmio de Novato do Ano e MVP do Ano no mesmo ano, jogando pelo Red Sox em 1975.
Lynn foi induzido ao Boston Red Sox Hall of Fame em 2002 e para o College Baseball Hall of Fame em 2007.